# Szoratobu júreiszen
A Szoratobu júreiszen (空飛ぶゆうれい船; Hepburn: Soratobu yūreisen, ’A repülő szellemhajó’) 1969-ben bemutatott japán animációs kalandfilm, amely Ikeda Hirosi rendezésében és a Toei Animation gyártásában készült. Ez volt az első anime film, amit orosz nyelvre is szinkronizáltak és levetítettek a szovjet mozik. Az orosz változatot a Szojuzmultfilm készítette. A filmben megjelenő óriási robot megtervezését és animációját az akkor még kevésbé ismert Mijazaki Hajao végezte.
Japánban 1969. július 20-án mutatták be a mozikban. 1985. július 21-én (majd 1999. március 21-én újrakiadásban) VHS-en, 1990. augusztus 24-én LD-n is megjelent a szigetországban. DVD-n három kiadást is megért 2003. június 21-én, 2008. június 28-án és 2013. június 1-jén. Oroszországban 2004. február 19-én adták ki DVD-n.

## Cselekmény
Egy hajót, amely a „Boar Juice” nevű üdítőitalt szállítja, nyughatatlan szellemek megtámadják meg. Eközben az italt gyártó cég elnöke, Kurosio és felesége autóbalesetet szenvednek. Hajato és családja sietnek a segítségükre, közben megjelenik előttük a szellemhajó kapitánya.
Nem sokkal később Hajato városát megtámadja egy gigantikus robot és lerombolja a városközpontot. Hajato szülei meghalnak, mikor rájuk zuhannak a törmelékek, egyetlen barátja a kutyája, Jack marad. Nála marad még az édesanyja cipője és egy kép, amin egy férfi és egy nő látható, s apja utolsó szavai szerint ők Hajato valódi szülei. A fiú bosszút esküszik a szellemhajó ellen, ami állítólag a támadások mögött áll.
Hajato a szellemhajó elleni harc vezetője és a város legfontosabb személye, Kurosio házában köt ki. Egy baleset következtében egy földalatti folyosón találja magát, ahol kideríti, hogy a dolgok nem úgy történnek, ahogy Kurosio azt elmondta neki. Az üdítő sötét titka tárul fel előtte. Próbálja az embereknek elmondani az igazságot, de az élete nagy veszélyben van és ő az egyetlen, aki megfékezheti a gonosztevőket tervük végrehajtásában. Azonban nem más segítségére számíthat, mint a szellemhajó kapitányáéra.

## Szereplők
| Szereplő               | Japán hang      | Orosz hang           |
| ---------------------- | --------------- | -------------------- |
| Hajato                 | Nozava Maszako  | Maria Vinogradova    |
| Kurosio Kaicsó         | Tanaka Akio     | Vlagyimir Kenigszon  |
| Kurosio Kaicsó Fudzsin | Szatomi Kjóko   | Roza Makagonova      |
| Ruriko                 | Okata Jukiko    | Olga Gromova         |
| Szellemkapitány        | Naja Goró       | Alekszej Konszovszki |
| Arasijama              | Nagoja Akira    | N/A                  |
| Emcee                  | Tanonaka Iszamu | N/A                  |